# Lelenchij
Lelenchij är en ort i Mexiko.   Den ligger i kommunen Oxchuc och delstaten Chiapas, i den sydöstra delen av landet, 800 km öster om huvudstaden Mexico City. Lelenchij ligger 2 027 meter över havet och antalet invånare är 807.
Terrängen runt Lelenchij är huvudsakligen kuperad, men norrut är den bergig. Runt Lelenchij är det ganska tätbefolkat, med 67 invånare per kvadratkilometer. Närmaste större samhälle är Yoshib, 3,7 km väster om Lelenchij. I omgivningarna runt Lelenchij växer i huvudsak städsegrön lövskog.